# Josef Kremerman
Josef Kremerman (hebrejsky: יוסף קרמרמן, žil 1926 – 12. listopadu 1981) byl izraelský politik, poslanec Knesetu za strany Cherut, Gachal a Likud.

## Biografie
Narodil se v Haifě. Absolvoval střední školu v Tel Avivu a vystudoval právo, management a lesnictví. Byl členem židovských jednotek Irgun. Po druhé světové válce působil jako vyslanec do Evropy mezi přeživší holokaustu. Do Izraele se vrátil na lodi Altalena.

## Politická dráha
Od roku 1957 byl aktivní v hnutí Cherut, předsedal jeho organizaci v Tel Avivu. Byl jedním z vydavatelů listu ha-Jom. V izraelském parlamentu zasedl po volbách v roce 1961, do nichž šel za Cherut. Mandát ale získal až dodatečně, v srpnu 1964, jako náhradník. Byl členem výboru pro ekonomické záležitosti. Během volebního období přešel do nové formace Gachal. Za ni byl opětovně zvolen ve volbách v roce 1965. Stal se předsedou finančního výboru. Zvolení za Gachal se dočkal i ve volbách v roce 1969. Byl členem výboru pro ekonomické záležitosti. Na kandidátce Likudu pak do Knesetu pronikl i po volbách v roce 1973, po nichž zůstal členem výboru pro ekonomické záležitosti. Ve volbách v roce 1977 mandát neobhájil.